# Rockland (Maine)
Pour les articles homonymes, voir Rockland.
La ville de Rockland est le siège du comté de Knox, situé dans l’État du Maine, aux États-Unis. Au recensement de 2010, sa population était de 7 297 habitants. Elle est une destination touristique populaire, point de départ du service des ferries de l'État vers les îles de la baie de Penobscot et les villes de Vinalhaven, North Haven et Matinicus Isle.

## Histoire
Les Abénaquis nommaient cet endroit Catawamteak, soit le « grand lieu ». En 1767, John Lermond et ses deux frères, originaires de Warren, construisent un campement pour produire du bois de chêne et de pin. Par la suite, c'est sous le nom de Cove Lermond  qu'est colonisé l'endroit vers 1769. Quand, en 1777, Thomaston est incorporée, Lermond's Cove devient un district appelé Shore Village. Le 28 juillet 1848, la ville est séparée d'East Thomaston, elle est renommée Rockland en 1850 et obtient le statut de city en 1854.
Rockland se développe rapidement grâce à la fabrication de navires et à la production de chaux. En 1854, la ville construit six bricks, trois trois-mâts barques et quatre goélettes. La cité possédait douze carrières de pierres à chaux et 125 fours à chaux avec plus de trois cents navires pour la transporter.

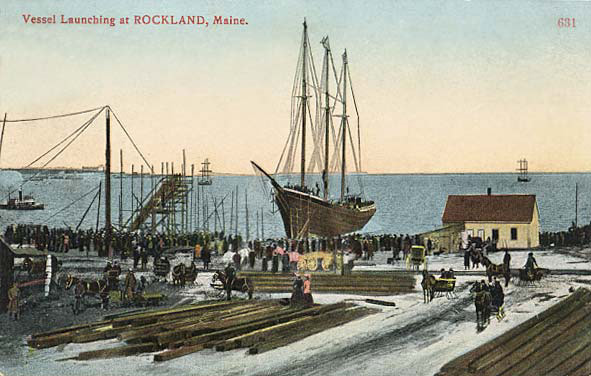
Les chantiers navals en 1900

En 1886, l'industrie de la chaux dépasse la construction navale qui possédait pourtant trois chantiers. Les autres activités étaient les minoteries, deux fonderies, trois usines de véhicules, six moulins à scie, deux fabriques de pièces d'usinage, trois coopératives, une tannerie, quatre tailleurs de marbre et de granite, deux fabriques de chaussures et quatre imprimeries.
La pêche occupait une place importante également, des petits bateaux appelés « Friendship Sloop (en) » naviguaient dans la baie avec Rockland comme port d'attache.
L'ouverture de la ligne ferroviaire de Rockland Branch (en) en 1871 apporte un afflux massif de touristes. De nombreux hôtels se construisent pour les accueillir. Le plus grand d'entre eux est le « Bay Point Hotel » en 1889. Avec une vue sur les brise-lames, il offrait des services et des divertissements luxueux. Renommé le « Samoset Hotel » en 1902, il a beaucoup de succès jusqu'à la Grande Dépression où son activité commence à décliner. À l'âge de l'automobile, les voyageurs sont plus libres pour découvrir la région et sont moins limités pour le choix de leur résidence. Fermé en 1969, l'hôtel brûle en 1972. Un nouveau Samoset est alors reconstruit en 1974.
Aujourd'hui, Rockland est officiellement désignée sous l'appellation d'« aire micropolitaine ». Depuis le début des années 1990, de nombreux changements sont intervenus dans l'industrie de la pêche et dans les services. On constate une augmentation considérable du tourisme et le centre-ville s'est transformé en uniquement en boutiques, restaurants et galeries d'art. Rockland est ainsi devenue le centre commercial de cette partie de la côte du Maine. Un musée, le musée d'Art de Farnsworth (en), complète l'offre touristique de la ville.
Rockland a été nommée « Coast Guard City » en mars 2008, en reconnaissance des services rendus et des bonnes relations avec l'United States Coast Guard.

## Festivités
Rockland abrite le Festival du homard du Maine, une célébration a lieu chaque année en l'honneur des exportations de l'animal phare de la ville: le homard.
Chaque année, durant la première semaine d'août, des milliers de gens viennent de partout dans le monde pour participer à cet événement de 5 jours. La ville possède, pour les accueillir, toutes les infrastructures touristiques adéquates.
La baie de Penebscot, qui borde Rockland, est connue internationalement comme l'une des meilleures zones de navigation de plaisance dans le monde. Les brise-lames de la ville, construits au XIXe siècle, attirent également les touristes.

## Géographie

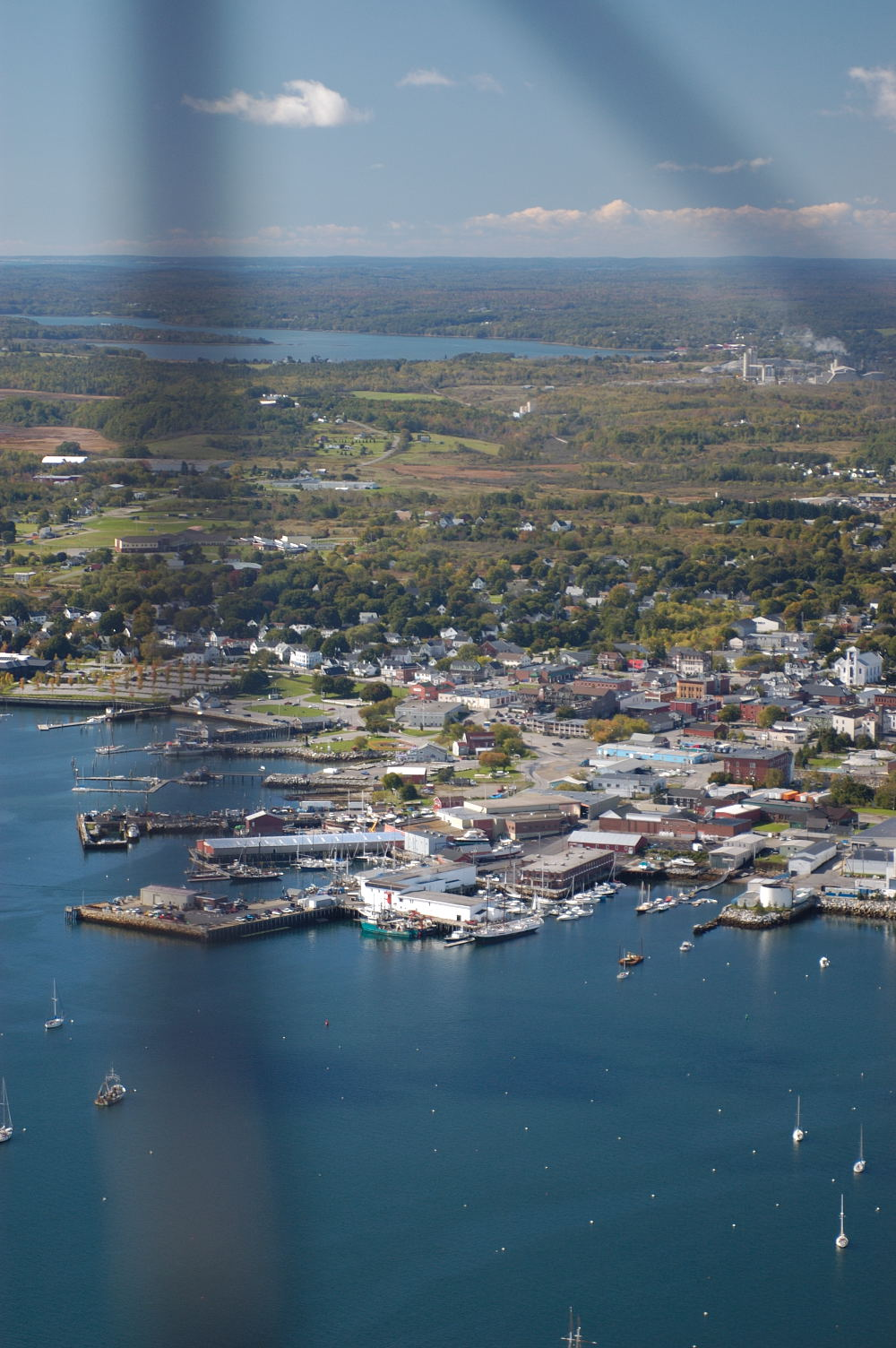
Vue aérienne

D'après le recensement du bureau du recensement des États-Unis, la ville a une superficie de 39 km2, dont 33 de terres émergées. Elle est située à 10 miles environ des îles de North Haven et Vinalhaven.
Elle est traversée par l'U.S. Route 1 et 1A, ainsi que par les routes 17, 73 et 90 de l'État. Elle est entourée par les villes de Owls Head au sud-est, Thomaston au sud-ouest, Warren au nord-ouest et Rockport au nord-est.

## Démographie
D'après le recensement de 2010, la population de la ville était de 7 297 hab avec 3 434 ménages et 1 943 familles. La densité était de 227,6 hab/km2. La répartition ethnique comprenait 973,9 % d'Euro-Américains, 0,25 % d'Afro-Américains, 0,57 % d'Afro-Américains.
Le revenu moyen était de 16 659 dollars avec 14,7 % vivant sous le seuil de pauvreté.

## Personnalités nées à la ville
- Adelbert Ames, général de la guerre de Sécession, né en 1835.
- Hiram Gregory Berry, général de la guerre de Sécession, né en 1824, premier commandant du 4th Maine Infantry.
- William T. Cobb (en), 46e gouverneur du Maine, né en 1857.
- Maxine Elliott, comédienne née dans la ville en 1868.
- Isaac Smith Kalloch, maire de San Francisco, né en 1832.
- Edna St. Vincent Millay, poète, née en 1892.
- Walter Piston, compositeur, né en 1894.
- Nathan A. Farwell (en), sénateur du Maine, mort dans la ville en 1893.

## Galerie photographique

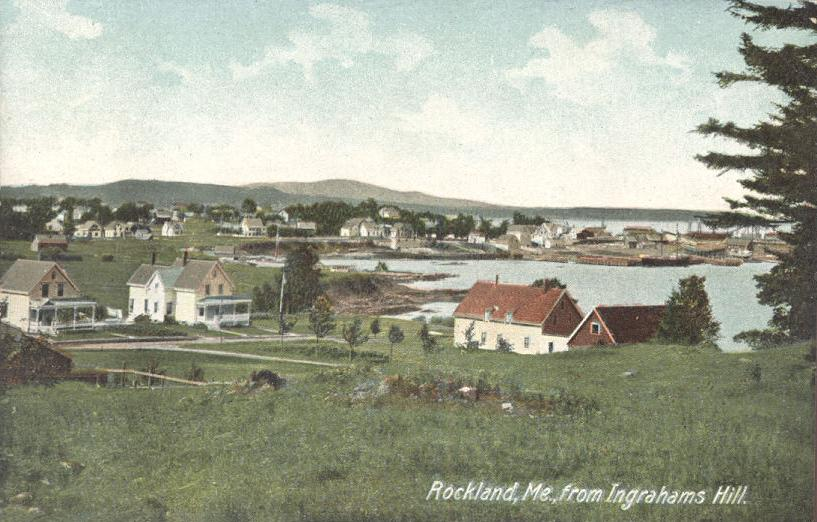
Vue d'ensemble (1908).
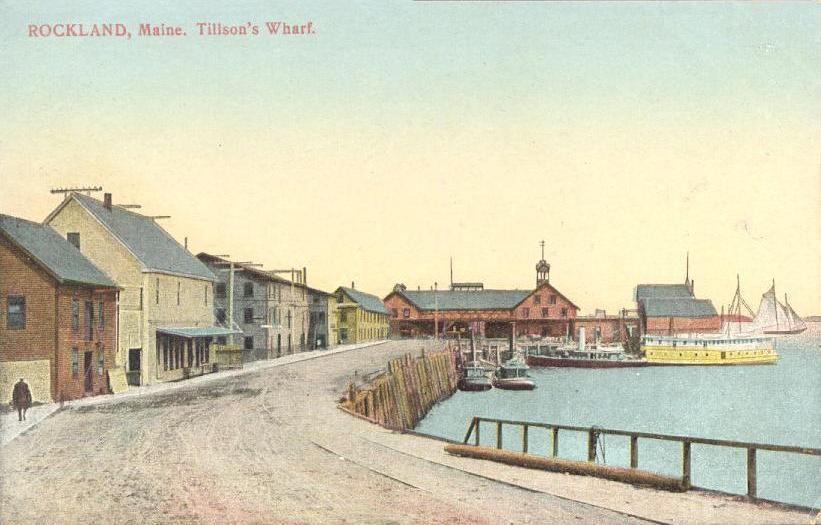
Tillson's Wharf en 1908.
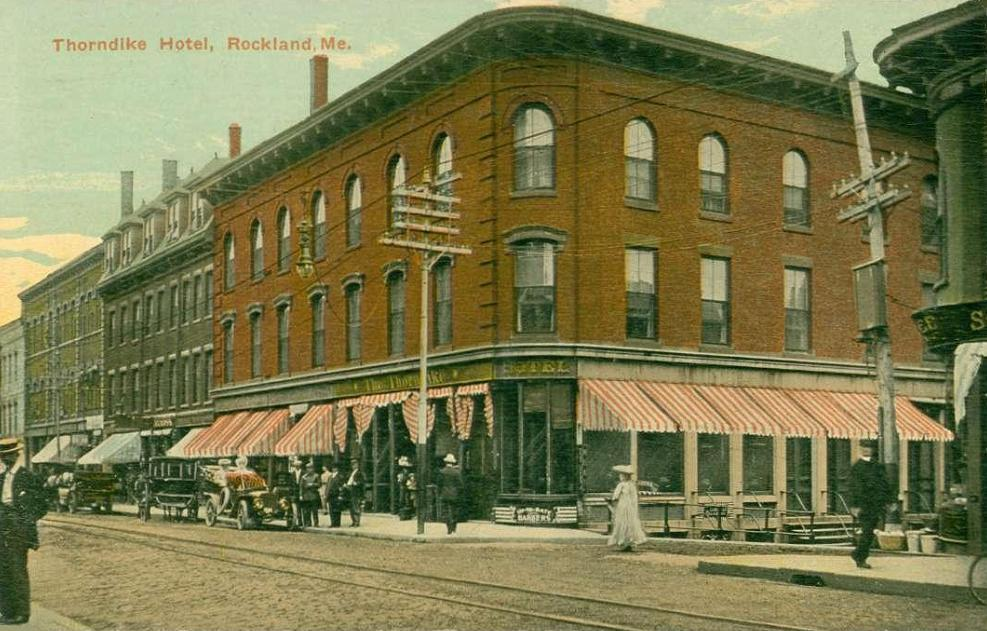
La rue principale en 1915.